# Championnats d'Europe de course en ligne de canoë-kayak 2014
Navigation
Montemor-o-Velho 2013 2015
Les championnats d'Europe de course en ligne de canoë-kayak se sont déroulés à Brandebourg-sur-la-Havel (Allemagne) du 11 au 13 juillet 2014.

## Résultats

### Hommes

#### Canoë
| Event      | Or                                                                                     | Temps          | Argent                                                | Temps          | Bronze                                                            | Temps          |
| C-1 200 m  | Russie Alexey Korovashkov                                                              | 42 s 440       | Espagne Alfonso Benavides                             | 43 s 033       | Portugal Helder Silva                                             | 43 s 418       |
| C-1 500 m  | Tchéquie Martin Fuksa                                                                  | 1 min 50 s 443 | Allemagne Sebastian Brendel                           | 1 min 50 s 591 | Biélorussie Dzianis Harazha                                       | 1 min 51 s 700 |
| C-1 1000 m | Allemagne Sebastian Brendel                                                            | 3 min 54 s 822 | Hongrie Attila Vajda                                  | 3 min 55 s 577 | Russie Viktor Melantyev                                           | 3 min 57 s 676 |
| C-1 5000 m | Allemagne Sebastian Brendel                                                            | 21 min 48 s 82 | Ukraine Eduard Shemetylo                              | 22 min 47 s 68 | Russie Pavel Petrov                                               | 22 min 53 s 95 |
| C-2 200 m  | Russie Alexey Korovashkov Ivan Shtyl                                                   | 37 s 570       | Allemagne Robert Nuck Stefan Holtz                    | 38 s 450       | Roumanie Liviu Dumitrescu Victor Mihalachi                        | 39 s 198       |
| C-2 500 m  | Russie Alekseï Korovachkov Ivan Shtyl                                                  | 1 min 41 s 067 | Roumanie Liviu Dumitrescu Victor Mihalachi            | 1 min 43 s 223 | Pologne Tomasz Kaczor Vincent Słomiński                           | 1 min 43 s 974 |
| C-2 1000 m | Hongrie Henrik Vasbányai Róbert Mike                                                   | 3 min 31 s 449 | Russie Aleksiej Korowaszkow Ilia Pervoukhine          | 3 min 32 s 788 | Tchéquie Jaroslav Radon Filip Dvorak                              | 3 min 35 s 467 |
| C-4 1000 m | Biélorussie Dzmitryj Rabczanka Dzianis Harazha Dzmitryj Wajciszkin Alaksandr Wałczecki | 3 min 17 s 912 | Hongrie Andras Vass Tamas Kiss Pal Sarudi David Varga | 3 min 19 s 316 | Ukraine Elnur Akhadov Denys Kowałenko Dmytro Ianchuk Taras Mishuk | 3 min 20 s 007 |

#### Kayak
| Event      | Or                                                         | Temps          | Argent                                                              | Temps          | Bronze                                                               | Temps          |
| K-1 200 m  | Serbie Marko Dragosavljević                                | 35 s 841       | Royaume-Uni Edward McKeever                                         | 36 s 029       | Russie Yury Postrygay                                                | 36 s 050       |
| K-1 500 m  | Allemagne Tom Liebscher                                    | 1 min 40 s 447 | Danemark René Holten Poulsen                                        | 1 min 41 s 382 | Bulgarie Miroslav Kirchev                                            | 1 min 42 s 155 |
| K-1 1000 m | Biélorussie Aleh Yurenia                                   | 3 min 27 s 455 | Danemark René Holten Poulsen                                        | 3 min 28 s 711 | Allemagne Max Hoff                                                   | 3 min 30 s 388 |
| K-1 5000 m | Allemagne Max Hoff                                         | 19 min 47 s 10 | Danemark René Holten Poulsen                                        | 19 min 48 s 89 | Portugal Fernando Pimenta                                            | 19 min 54 s 71 |
| K-2 200 m  | Allemagne Ronald Rauhe Tom Liebscher                       | 31 s 797       | Russie Yury Postrygay Aleksandr Dyachenko                           | 32 s 245       | Lituanie Aurimas Lankas Edvinas Ramanauskas                          | 32 s 527       |
| K-2 500 m  | Portugal Emanuel Silva Joao Ribeiro                        | 1 min 31 s 030 | France Sébastien Jouve Maxime Beaumont                              | 1 min 31 s 342 | Biélorussie Raman Piatrushenka Vadzim Makhneu                        | 1 min 31 s 378 |
| K-2 1000 m | Allemagne Max Rendschmidt Marcus Gross                     | 3 min 06 s 792 | France Arnaud Hybois Etienne Hubert                                 | 3 min 07 s 306 | Slovaquie Erik Vlcek Juraj Tarr                                      | 3 min 07 s 905 |
| K-4 1000 m | Tchéquie Daniel Havel Josef Dostál Lukáš Trefil Jan Štěrba | 2 min 54 s 824 | Slovaquie Marek Krajcovic Matej Michalek Gabor Jakubik Viktor Demin | 2 min 55 s 179 | Portugal Fernando Pimenta Emanuel Silva João Ribeiro David Fernandes | 2 min 56 s 932 |

### Dames

#### Canoë
| Event     |                                       | Temps          |                                                | Temps          |                                            | Temps          |
| C-1 200 m | Bulgarie Stanilia Stamenova           | 48 s 702       | Hongrie Zsanett Lakatos                        | 50 s 030       | Russie Irina Andreeva                      | 50 s 997       |
| C-2 500 m | Hongrie Zsanett Lakatos Kincső Takács | 2 min 05 s 875 | Biélorussie Daryna Kastsiuchenka Volha Klimava | 2 min 06 s 084 | Russie Natalja Marasanowa Olesia Romasenko | 2 min 10 s 988 |

#### Kayak
| Event      | Or                                                           | Temps          | Argent                                                                          | Temps          | Bronze                                                            | Temps          |
| K-1 200 m  | Hongrie Danuta Kozak                                         | 43 s 103       | Russie Elena Terekhova                                                          | 43 s 533       | Portugal Teresa Portela                                           | 43 s 722       |
| K-1 500 m  | Hongrie Danuta Kozák                                         | 1 min 51 s 057 | Allemagne Franziska Weber                                                       | 1 min 52 s 300 | Portugal Teresa Portela                                           | 1 min 52 s 760 |
| K-1 1000 m | Hongrie Tamara Csipes                                        | 3 min 56 s 643 | Suède Sofia Paldanius                                                           | 3 min 56 s 700 | Russie Anastasiya Kharitonova                                     | 3 min 58 s 292 |
| K-1 5000 m | Hongrie Erika Medveczky                                      | 21 min 59 s 99 | Biélorussie Maryna Litvinchuk                                                   | 22 min 06 s 44 | Bulgarie Berenike Faldum                                          | 22 min 08 s 01 |
| K-2 200 m  | Biélorussie Marharyta Tsishkevich Maryna Litvinchuk          | 38 s 208       | Hongrie Anna Karasz Ninetta Vad                                                 | 38 s 264       | Royaume-Uni Jessica Walker Angela Hannah                          | 38 s 289       |
| K-2 500 m  | Hongrie Gabriella Szabo Tamara Csipes                        | 1 min 43 s 897 | Pologne Karolina Naja Beata Mikołajczyk                                         | 1 min 44 s 464 | Serbie Nikolina Moldovan Olivera Moldovan                         | 1 min 44 s 565 |
| K-2 1000 m | Biélorussie Sofiya Yurchanka Aleksandra Grishinaa            | 3 min 35 s 225 | Hongrie Erika Medveczky Aliz Sarudi                                             | 3 min 37 s 363 | Allemagne Sabrina Hering Steffi Kriegerstein                      | 3 min 37 s 474 |
| K-4 500 m  | Hongrie Anna Kárász Gabriella Szabo Danuta Kozák Ninetta Vad | 1 min 30 s 847 | Pologne Marta Walczykiewicz Ewelina Wojnarowska Karolina Naja Beata Mikolajczyk | 1 min 31 s 926 | Russie Elena Anyshina Kira Stepanova Vera Sobetova Natalia Lobova | 1 min 32 s 366 |

## Tableau des médailles
Épreuves officielles uniquement.
| Rang  | Nation      | Or | Argent | Bronze | Total |
| ----- | ----------- | -- | ------ | ------ | ----- |
| 1     | Hongrie     | 8  | 5      | 0      | 13    |
| 2     | Allemagne   | 6  | 3      | 2      | 11    |
| 3     | Biélorussie | 4  | 2      | 2      | 8     |
| 4     | Russie      | 3  | 3      | 7      | 13    |
| 5     | Tchéquie    | 2  | 0      | 1      | 3     |
| 6     | Portugal    | 1  | 0      | 5      | 6     |
| 7     | Bulgarie    | 1  | 0      | 2      | 3     |
| 8     | Serbie      | 1  | 0      | 1      | 2     |
| 9     | Danemark    | 0  | 3      | 0      | 3     |
| 10    | Pologne     | 0  | 2      | 1      | 3     |
| 11    | France      | 0  | 2      | 0      | 2     |
| 12    | Royaume-Uni | 0  | 1      | 1      | 2     |
| 12    | Slovaquie   | 0  | 1      | 1      | 2     |
| 12    | Roumanie    | 0  | 1      | 1      | 2     |
| 12    | Ukraine     | 0  | 1      | 1      | 2     |
| 16    | Suède       | 0  | 1      | 0      | 1     |
| 16    | Espagne     | 0  | 1      | 0      | 1     |
| 18    | Lituanie    | 0  | 0      | 1      | 1     |
| Total | Total       | 26 | 26     | 26     | 78    |

## Sources
- (de) Site officiel
- (en) Résultats